# Buggy

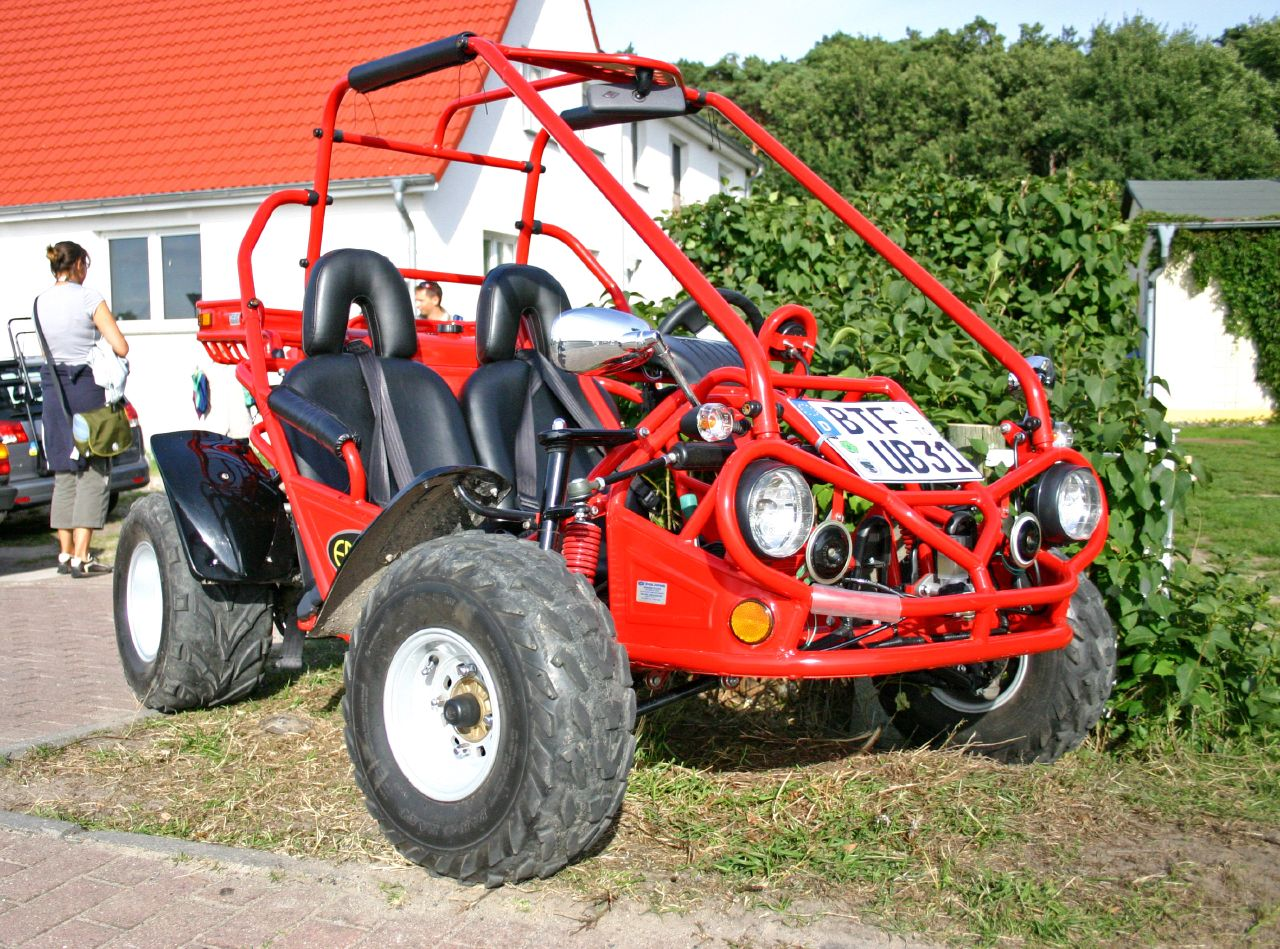
Buggy.

Un buggy, bugui o arenero es un automóvil diseñado para andar en la arena. Suele tener un chasis ligero, una carrocería sin techo rígido y ruedas grandes. Los primeros buggies fueron construidos sobre la base del Volkswagen Escarabajo. El modelo es apodado bug, que significa bicho en inglés; buggy es el diminutivo de bug. Hoy existen buguis tanto basados en modelos de producción como totalmente artesanales. 
Los buguis están pensados principalmente para personas que disfrutan con la conducción o diseño de este tipo de vehículos. Gracias a sus grandes ruedas suelen ser utilizados en las zonas costeras y los desiertos, donde se puede circular libremente y saltar entre las numerosas dunas. También pueden ser empleados para trabajar en el campo, cuando se les proporciona una suspensión reforzada. Su uso se ha extendido entre unidades especiales de distintos cuerpos militares.
Por norma general, la disposición del motor es trasera al igual que la tracción. Esta configuración le confiere actitudes de sobreviraje. Actualmente se están creando modelos con tracción a las 4 ruedas y versiones de 2 o 4 plazas. 
La producción en serie se ha extendido a vehículos sin carrocería, normalmente fabricados en China debido a su bajo coste, pero de baja calidad. Aunque legalmente están limitados en potencia a 20 CV y en velocidad a 70 km/h se los está confiriendo motores de 650, 800 y hasta 1100 cm³.

## En la ficción
Este vehículo ha sido protagonista de series de televisión, tales como Wonderbug (o Magic Buggy) donde era capaz de volar, así como una historieta llamada Speed Buggy de los mismos creadores de la serie animada Scooby-Doo, producida por Hanna-Barbera. También ha tenido presencia en el cine. En la comedia Y si no, nos enfadamos protagonizada por Bud Spencer y Terence Hill, la destrucción del buggy  era el motivo por el que los protagonistas empiezan la trama.
Por otra parte, en un capítulo de la serie policíaca estadounidense Starsky & Hutch, los héroes se valen de uno de estos vehículos para perseguir a los delincuentes, quienes se escapan atravesando un desierto árido. A diferencia de lo que habitualmente se ve (es decir, a Starsky manejando y Hutch como navegante en el Gran Torino rojo), es Hutch quien toma los mandos del buggy en la persecución, demostrándole de paso a su compañero sus habilidades al comando de dichas máquinas.